# Lepidosaphes diaspidiformis
Lepidosaphes diaspidiformis är en insektsart som beskrevs av Malenotti 1916. Lepidosaphes diaspidiformis ingår i släktet Lepidosaphes och familjen pansarsköldlöss. Inga underarter finns listade i Catalogue of Life.